# Ино (митология)
Вижте пояснителната страница за други значения на Ино.
Ино (на старогръцки: Ἰνώ, Ino) в древногръцката митология е дъщеря на Кадъм (първият цар на Тива) и богинята Хармония. Ино е сестра на Полидор, Автоноя, Семела и Агава и Илирий.
Тя е втората съпруга на Атамант, цар на Ормения в Беотия, след неговият развод от богинята Нефела.
Тя му ражда Леарх и Меликерт. Тя е също кърмачка на новородения Дионис, когото взели в дома им и го облекли в женски дрехи, за да го предпазят от гнева на Хера. Меликерт е негов млечен брат.
По-късно в пристъп на безумие Атамант убива най-големият си син Леарх като елен. От мъка Ино се хвърля с Меликерт в морето, но не умират. Двамата стават морски богове.